# Курмачкасы
Курмачкасы — село, центр сельской администрации в Ромодановском районе. Население 335 чел. (2001), в основном русские.
Расположено в 22 км от районного центра и 12 км от железнодорожной станции Атьма. Населённый пункт возник на р. Куре. Вторая часть названия «мачкасы», вероятно, представляет собой антропоним тюркского происхождения, восходящий к чувашскому собственному имени Мача, с топоформантом кассы («посёлок»). Основаны после 1614 г. переселенцами из «Лобасков на Куштолее». В Генеральной переписи мордвы Алатырского уезда упоминаются как д. Болтаева, Куря тож (1624), д. Куря, Мачкасы тож (1671). В тот период здесь жила мордва. Затем Курмачкасы принадлежали князьям Куракиным. После 1671 г. часть курмачкасцев переселилась в саратовский край, где в 1689 г. получила земли на р. Узе и основала Мачкасы (Петровский уезд). В 1705 г. земли д. Курмачкасы были отданы во владение ясачной мордве. В 1875 г. в селе было открыто начальное училище. Весной 1907 г. крестьяне Курмачкас и соседних сёл составляли приговоры в Государственную Думу с требованием конфискации удельных, кабинетских, монастырских и частновладельческих земель и передачи их крестьянам без выкупа. По сведениям 1859 г., в Курмачкасах — 111 дворов (1 335 чел.); действовала церковь. В 1913 г. в селе было 353 двора (2 253 чел.); имелись церковь и школа.
В апреле 1923 г. недалеко от села была организована сельскохозяйственная коммуна «Восход», в 1931 г. был образован колхоз «Путь Ильича», с 1949 г. — укрупнённый «Путь к коммунизму», с 1996 г. — СХПК «Курмачкасский», с 2000 г. — агрофирма «Элеком». В современной инфраструктуре села — средняя школа, библиотека, Дом культуры, медпункт, отделение связи, магазин; памятник воинам-землякам, погибшим в годы Великой Отечественной войны. В Курмачкасскую сельскую администрацию входит д. Васильевка (84 чел.).
Курмачкасы — родина Героя Советского Союза И. А. Щипакина.

## Источник
- Энциклопедия Мордовия, А. И. Сырескин, И. И. Шеянова.